# Biegus wielki
Biegus wielki (Calidris tenuirostris) – gatunek średniej wielkości ptaka wędrownego z rodziny bekasowatych (Scolopacidae). Nie wyróżnia się podgatunków.

## Występowanie
W sezonie lęgowym zamieszkuje północno-wschodnią Syberię. Zimuje głównie od Azji Południowo-Wschodniej do Australii; także na azjatyckich wybrzeżach Oceanu Indyjskiego – od Półwyspu Arabskiego przez Pakistan i Indie po Bangladesz.
Do Polski zalatuje wyjątkowo, stwierdzony dwukrotnie (15–19.09.2001 – Zbiornik Turawski, 17.07.2014 – ujście Wisły).

## Morfologia
WyglądW szacie godowej samiec ma białą głowę, szyję i pierś bardzo gęsto pokrytą czarnymi plamami. Grzbiet i pokrywy skrzydłowe czarne z dużymi, rdzawymi plamami na łopatkach. Spód ciała biały, dziób i nogi czarne. Samica nieco większa, z mniejszymi rdzawymi plamami. W upierzeniu spoczynkowym wierzch ciała bladoszary, a spód biały. Na wierzchu i piersi ciemne cętki.
Wymiary średniedługość ciała 26–28 cm
rozpiętość skrzydeł 56–66 cm
masa ciała 115–248 g

## Ekologia i zachowanie
BiotopTundra, poza okresem lęgowym morskie wybrzeża.
GniazdoNa ziemi.
JajaW ciągu roku wyprowadza jeden lęg, składając w maju–czerwcu 4 jaja.
Wysiadywanie, pisklętaJaja wysiadywane są przez okres około 21 dni przez obydwoje rodziców. Pisklętami opiekuje się wyłącznie samiec.
PożywienieBezkręgowce uzupełniane w okresie lęgowym pokarmem roślinnym.

## Status i ochrona
Międzynarodowa Unia Ochrony Przyrody (IUCN) od 2015 roku klasyfikuje biegusa wielkiego jako gatunek zagrożony (EN); powodem tej decyzji jest szybko malejąca liczebność populacji wskutek osuszania przez człowieka terenów wykorzystywanych przez te ptaki jako miejsce postoju w trakcie przelotów. Wcześniej – od 1988 roku biegus wielki klasyfikowany był jako gatunek najmniejszej troski (LC), a od 2010 roku jako gatunek narażony (VU). Organizacja Wetlands International w 2007 roku szacowała liczebność światowej populacji na 292–295 tysięcy osobników.
W Polsce podlega ścisłej ochronie gatunkowej.